# 1940 en football canadien
Chronologie
Saison précédente Saison suivante
1940 est la 56e saison depuis la fondation de la Canadian Rugby Football Union en 1884.

## Événements
Un désaccord sur les règles du jeu provoque la disqualification des équipes de la Western Interprovincial Football Union (WIFU) pour l'obtention de la coupe Grey. En effet, la Canadian Rugby Union, organisme régulateur du football canadien, ne permet pas le blocage par l'équipe offensive au-delà de trois verges (yards en Europe) devant la ligne de mêlée. Pour rendre le jeu plus ouvert, la WIFU le permet jusqu'à 10 verges au-delà. De plus, la WIFU est plus permissive quant à l'endroit d'où peuvent être lancées les passes avant. Au lieu d'un match entre le champion de l'Est et celui de l'Ouest, le champion de la coupe Grey sera décidé par une série de deux matches entre le champion de l'IRFU et celui de l'Ontario Rugby Football Union. C'est la seule fois où le championnat de la coupe Grey sera tenu sur plus d'un match.
Les Eskimos d'Edmonton se retirent de la WIFU. 
Un nouveau club est encore formé à Montréal sous la direction de Bill Hughes. Il porte le nom de Montreal Football Club mais sera renommé l'année suivante les Bulldogs.
Certaines équipes éprouvent de la difficulté à aligner des équipes compétitives car plusieurs joueurs doivent s'enrôler dans les Forces armées. Deux équipes de la Ontario Rugby Football Union, Westmount et Peterborough, se retirent et sont remplacées par une nouvelle équipe à Hamilton et une autre basée sur la base militaire de Borden. Le club de Sarnia devient aussi un club militaire, le Sarnia 2-26 Battery Militia.

## Classements
| Clt   | Équipe                   | PJ | V | D | N | BP  | BC | Pts |
| ----- | ------------------------ | -- | - | - | - | --- | -- | --- |
| +001, | Blue Bombers de Winnipeg | 8  | 6 | 2 | 0 | 108 | 58 | 12  |
| +002, | Bronks de Calgary        | 8  | 4 | 4 | 0 | 79  | 76 | 8   |
| +003, | Roughriders de Regina    | 8  | 2 | 6 | 0 | 39  | 92 | 4   |

| Clt   | Équipe                 | PJ | V | D | N | BP  | BC | Pts |
| ----- | ---------------------- | -- | - | - | - | --- | -- | --- |
| +001, | Rough Riders d'Ottawa  | 6  | 5 | 1 | 0 | 116 | 40 | 10  |
| +002, | Argonauts de Toronto   | 6  | 4 | 2 | 0 | 58  | 79 | 8   |
| +003, | Tigers de Hamilton     | 6  | 2 | 4 | 0 | 45  | 73 | 4   |
| +004, | Montreal Football Club | 6  | 1 | 5 | 0 | 39  | 66 | 2   |

### Ligues provinciales
| Clt   | Équipe                      | PJ | V | D | N | BP | BC  | Pts |
| ----- | --------------------------- | -- | - | - | - | -- | --- | --- |
| +001, | Balmy Beach de Toronto      | 6  | 4 | 1 | 1 | 71 | 45  | 9   |
| +002, | Sarnia 2-26 Battery Militia | 5  | 3 | 1 | 1 | 64 | 32  | 7   |
| +002, | Hamilton Alerts             | 5  | 3 | 2 | 0 | 52 | 21  | 6   |
| +003, | Camp Borden Fliers          | 6  | 0 | 6 | 0 | 16 | 105 | 0   |

## Séries éliminatoires

### Finale WIFU
- 2 novembre : Winnipeg 7 - Calgary 0
- 9 novembre : Calgary 2 - Winnipeg 23

Les Blue Bombers de Winnipeg gagnent la série 30-2 mais ne participent pas au match de la coupe Grey.

### Demi-finales de l'Est
- 16 novembre : Toronto 1 - Ottawa 12
- 23 novembre : Ottawa 8 - Toronto 1

Les Rough Riders d'Ottawa gagnent la série 20-2
- 16 novembre : Sarnia 0 - Balmy Beach de Toronto 12
- 23 novembre : Balmy Beach de Toronto 12 - Sarnia 0

Le Balmy Beach de Toronto gagne la série 24-0

### 28ecoupe Grey
- 30 novembre : Rough Riders d'Ottawa 8 - Balmy Beach de Toronto 2
- 7 décembre : Balmy Beach de Toronto 5 - Rough Riders d'Ottawa 12

Les Rough Riders d'Ottawa sont champions de la coupe Grey au pointage combiné de 20 à 7.

## Honneurs individuels
- Trophée Jeff-Russel (courage, habileté, jeu propre et esprit sportif dans l'IRFU) : Andy Tommy (AV), Rough Riders d'Ottawa